# Buchenwälder zwischen Mühlenberg und Hasselburg
Koordinaten: 51° 37′ 56″ N, 9° 22′ 34″ O

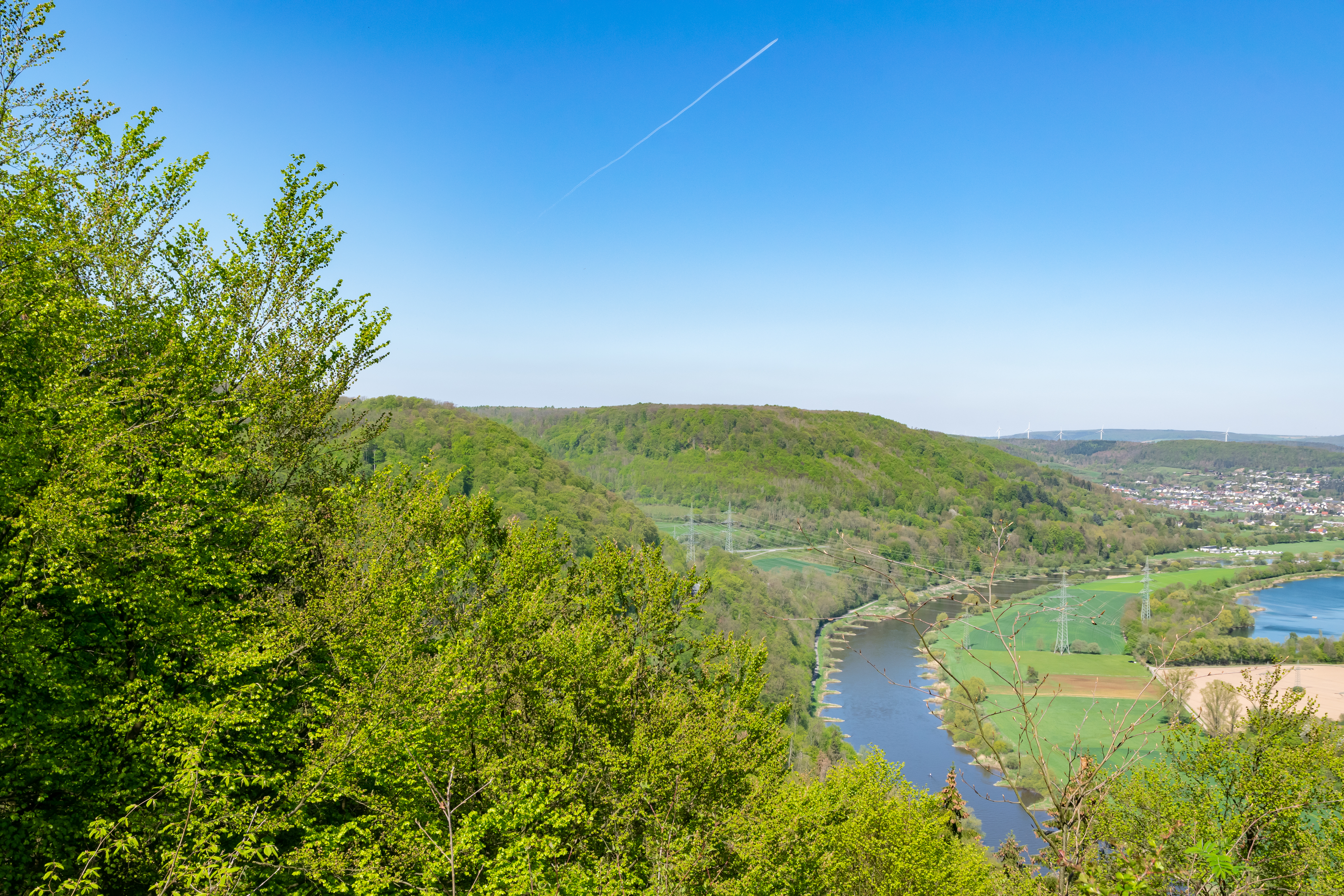
Buchenwälder an der Weser

Das Naturschutzgebiet (NSG) Buchenwälder zwischen Mühlenberg und Hasselburg ist ein Naturschutzgebiet im Kreis Höxter in Nordrhein-Westfalen, das aus drei Teilbereichen besteht. Das 573,3692 ha große NSG mit der Schlüssel-Nummer HX-007 wurde im Jahr 1940 ausgewiesen. Es liegt auf dem Gebiet der Stadt Beverungen südlich der Kernstadt. Die Landesstraße L 838 führt durch das Gebiet, während die L 83 am östlichen und nördlichen Rand verläuft. Die Weser fließt unweit östlich und nördlich. Am südlichen Rand des Gebietes verläuft die Landesgrenze zu Hessen.